# Gorgoglione
Gorgoglione község (comune) Olaszország Basilicata régiójában Matera megyében.

## Fekvése
Egy, az Agri folyó völgye felé magasodó domb tetején fekszik. 

## Története
A régészeti leletek tanúsága szerint a vidéket már az i.e. 4 században lakták. Első írásos említése 1060-ból származik. Nemesi családok (Della Marra, Carafa, Spinelli) birtokolták 1806-ig , amikor a Nápolyi Királyságban felszámolták a feudalizmust.

## Népessége
A népesség számának alakulása:

## Főbb látnivalói
- Santa Maria Assunta-templom (11-12. század)
- Madonna del Pergamo-szentély (12. század)
- Grotta dei briganti (brigantik barlangja) - kis cseppkőbarlang